# Tuija Hyyrynen
Tuija Annika Hyyrynen (Hèlsinki, 10 de març de 1988) és una futbolista finlandesa que juga com a defensa del club Juventus de la Sèrie A i a la selecció de Finlàndia.
En categories inferiors, Hyyrynen va jugar amb el Helsingin Jalkapalloklubi (2005-2009) i l'Åland United (2010) i el 2011 es va incorporar a l'Umeå IK al Damallsvenskan de Suècia, equip amb el qual va jugar 89 partits de lliga fins al 2016. El 2010 va jugar als Estats Units amb el Florida State Seminoles i el Pali Blues. Va fitxar per la Juventus el 2017.
Hyyrynen va participar al Campionat d'Europa de Futbol sub-19 femení de l'any 2005, amb la selecció finlandesa, i l'any següent va prendre part a la Copa del Món Femenina en categoria sub-20. El 26 de setembre de 2007, Hyyrynen es va convertir en internacional jugant el seu primer partit amb la selecció de futbol femení de Finlàndia, jugant contra Escòcia. Des d'aleshores, ha estat membre de la selecció femenina de futbol de Finlàndia, amb la qual va arribar en dues ocasions a les fases finals de la Copa del Món Femenina, el 2009 i el 2013.

## Palmarès
HJK
- Naisten Liiga : 2005
- Copa Naisten Suomen : 2006, 2007, 2008

Juventus
- Sèrie A: 2017–18, 2018–19, 2019–20, 2020–21, 2021–22
- Copa d'Itàlia : 2018–19, it
- Supercopa Italiana : 2019, 2020–21, 2021–22